# Очеретовата (притока Кривого Торцю)
Очеретовата — річка у Ясинуватському районі Донецької області, ліва притока Кривого Торця.

## Опис
Довжина річки 17  км.,  похил річки — 4,6  м/км, найкоротша відстань між витоком і гирлом — 12,35  км, коефіцієнт звивистості річки — 1,38 . Формується з декількох безіменних струмків та 8 водойм. Площа басейну 175  км².

## Розташування
Очеретовата бере початок на околиці Ясинуватої. Тече переважно на північний захід в межах населених пунктів Василівки та Новоселівки Другої. На північній околиці селища Верхньоторецького впадає у річку Кривий Торець, праву притоку Казенного Торця.
У селищі Верхньоторецьке річку перетинає залізнична дорога. На правому березі річки на відстані приблизно 2 км розташована станція Скотувата.
Притока: Скотовата (ліва).
В історичних джерелах ця річка носить назву Скотувата, натомість Очеретувата зазначена її притокою.